# Western-Airlines-Flug 366
Der Western-Airlines-Flug 366 (Flugnummer WAL366) war ein Trainingsflug der Western Airlines vom Los Angeles International Airport zum Ontario International Airport in Kalifornien, der am 31. März 1971 mit einer Boeing 720-047B durchgeführt wurde. Beim Durchstarten am Zielflughafen verlor die Besatzung der Boeing die Kontrolle über ihre Maschine, woraufhin es zum Absturz und Tod aller fünf Insassen kam.

## Flugzeug
Bei dem verunglückten Flugzeug handelte es sich um die 154. und damit letzte je gebaute Boeing 720. Die Boeing 720 war eine verkürzte Version der Boeing 707 mit geänderter Tragflächenstruktur. Derart modifiziert, sollte dieser Flugzeugtyp als Mittelstreckenflugzeug auf dem Markt positioniert werden. Die Produktion wurde aufgrund des mangelnden kommerziellen Erfolgs und angesichts der Markteinführung der wesentlich effizienteren, das gleiche Marktsegment bedienenden Boeing 727 im Jahr 1967 eingestellt.

Die betroffene Maschine war zum Zeitpunkt des Unfalls drei Jahre und sieben Monate alt und trug die Typenbezeichnung Boeing 720-047B. Die Maschine wurde im Werk von Boeing in Renton im Bundesstaat Washington endmontiert und absolvierte am 27. August 1967 ihren Erstflug. Die Maschine trug die Werknummer 19439, es handelte sich um die 621. Boeing der Typen 707/720 aus laufender Produktion. Die Maschine wurde anschließend zum 7. September 1967 neu an die Western Airlines ausgeliefert, die diese mit dem Luftfahrzeugkennzeichen N3166 zuließ. Das vierstrahlige Mittelstrecken-Schmalrumpfflugzeug war mit vier Mantelstromtriebwerken des Typs Pratt & Whitney JT3D-3B ausgestattet. Bis zum Unfall hatte die Maschine 11.521 Flugstunden absolviert, auf die 7.011 Starts und Landungen entfielen.

## Insassen und Flugzweck
Mit der Maschine sollten an diesem Tag Prüfungsflüge absolviert werden, weshalb sich lediglich fünf Besatzungsmitglieder an Bord befanden:
- Der 49-jährige Flugkapitän Raymond E. Benson saß auf dem Flug im rechten Pilotensitz. Er steuerte die Maschine zum Zeitpunkt des Unfalls. Benson war als Prüfkapitän zugelassen und gehörte seit November 1945 der Western Airlines an. Er besaß Musterberechtigungen für die Flugzeugtypen Convair CV-240, Convair CV-340, Convair CV-440, Douglas DC-3, Douglas DC-6, Douglas DC-7, Boeing 707 und Boeing 720. Die Musterberechtigung für die Boeing 720 hatte er am 24. März 1965 erworben. Von seiner kumulierten Flugerfahrung von 19.714 Stunden hatte Benson 3.780 Flugstunden in Maschinen der Typen Boeing 707 und Boeing 720 absolviert.
- Der 40-jährige Flugkapitän Henry L. Coffin saß auf dem Flug im linken Pilotensitz. Er verfügte über Musterberechtigungen für die Flugzeugtypen Lockheed L-188 Electra, Douglas DC-3, Douglas DC-4, Boeing 707, Boeing 720 und Boeing 727. Am 24. Juli 1964 wurde er als Erster Offizier an Bord der Boeing 720B zugelassen, am 21. März 1969 als Flugkapitän. Coffin verfügte über 15.767 Stunden Flugerfahrung, von denen er 3.840 Flugstunden in Cockpits von Maschinen der Typen Boeing 707 und Boeing 720 absolviert hatte.
- Der 32-jährige Zweite Offizier Kent M. Dobson flog seit Juni 1968 für die Western Airlines. Neben der Boeing 707 und Boeing 720 besaß er eine Musterberechtigung für die Lockheed L-188 Electra. Am 30. September 1968 hatte er sich für die Position des Flugingenieurs an Bord der Boeing 720B qualifiziert. In seiner Pilotenlaufbahn hatte Dobson bis zum Unfallzeitpunkt 3.988 Stunden Flugerfahrung absolviert, davon 1.740 in Maschinen der Typen Boeing 707 und 720.
- Darüber hinaus waren zwei Flugkapitäne, der 53-jährige Richard Ernst Schumacher sowie Howard A. McMillan an Bord, die auch zum Steuern der Boeing 720 ausgebildet, jedoch zum Unfallzeitpunkt nicht mit dieser Aufgabe betraut waren.

## Unfallhergang
Flug 366 wurde als routinemäßiger Prüfflug zur Überprüfung der Befähigung der anwesenden Piloten durchgeführt. Mit der Maschine wurde ein ILS-Anflug auf Landebahn 25 durchgeführt, wobei das Triebwerk Nr. 4 in den Leerlauf gefahren wurde, um einen Triebwerksausfall zu simulieren. Der verantwortliche Fluglotse erteilte dem Kapitän die Freigabe, die Maschine nach eigenem Ermessen zu landen oder einen Fehlanflug durchzuführen. Ungefähr 100 Fuß über der Landebahn, und damit in Entscheidungshöhe, wurde ein simuliertes Durchstarten beim Ausfall eines Triebwerks eingeleitet. Die Maschine stieg auf 500 Fuß, während sie nach rechts rollte und gierte. Während sich die Roll- und Gierbewegung fortsetzte, stürzte die Maschine auf einem südöstlichen Kurs mit nahezu vertikal nach unten ausgerichteter Flugzeugnase in Richtung Boden. Die Maschine zerschellte beim Aufprall, alle fünf Insassen wurden getötet.

## Ursache
Das National Transportation Safety Board untersuchte den Zwischenfall. Die Untersuchung ergab, dass die Stützbefestigung des hydraulischen Antriebs des Seitenruders ausgefallen war, was kurz nach Beginn des Durchstartmanövers zum vollständigen Verlust der Kontrolle über das Seitenruder führte. Die Stützbefestigung versagte aufgrund einer Kombination aus Spannungsrisskorrosion und hoher Zugbelastung.